# Glossaire du tir à l'arc
- Haut – A
- B
- C
- D
- E
- F
- G
- H
- I
- J
- K
- L
- M
- N
- O
- P
- Q
- R
- S
- T
- U
- V
- W
- X
- Y
- Z
- 0-9

## 0-9
- 3D (Cible) – Cible animalière en volume.
- 3D (Tir) – Tir effectué sur des cibles 3D.

## A
- Allonge – Distance entre le creux de l'encoche et le repose-flèche.
- Amortisseur – Pièce en caoutchouc, permettant d'absorber les vibrations. Il existe des amortisseurs pouvant se placer sur la corde, les branches, la poignée et la stabilisation.
- Anglaise (Cible) – Cible ronde dont les points vont de 1 à 10 et les couleurs sont blanc, noir, bleu, rouge, jaune.
- Arc – Arme servant à lancer des flèches, formée d’une branche de bois ou d’une verge, soit de métal, soit d’autre matière, courbée avec effort au moyen d’une corde qui s’attache aux deux extrémités.
- Arc à Poulies (ou Compound) – Arc moderne qui utilise un effet de démultiplication, généralement par des câbles et des poulies, pour tendre les branches.
- Arc Classique (ou Recurve) – Type d'arc très répandu. Il est constitué d'une poignée et de branches démontables. S'y ajoutent un repose-flèche, un berger button, un viseur, une stabilisation, un clicker.
- Arc Nu (ou Barebow) – Type d'arc constitué d'une poignée et de branches démontables, d'un berger button et d'un repose-flèche. Il peut aussi comporter un poids à la place de la stabilisation
- Arc Droit (ou Longbow) – Arc constitué d'une poignée et de branches, le tout monobloc et sans aucun accessoire
- Archer – Personne qui tire avec un arc.
- Archerie – Ensemble de ce qui a trait au tir à l'arc ou magasin vendant du matériel pour le tir à l'arc.
- Armer – Action de tirer la corde.

## B
- Badge de progression – Ecusson récompensant l'obtention d'un score minimal dans certaines conditions (ex: obtenir 500 points en tir en salle)
- Bague d’archer – Anneau mis sur les flèches afin de les différencier.
- Band – Distance entre le grip et la corde.
- Bander – Action d'installer la corde sur l'arc.
- Bandoir – Instrument, généralement posé au sol ou fixé sur un mur, permettant de bander l'arc.
- Barbowter – Archer qui pratique le tir à l'arc avec un arc de type arc nu appelé aussi "BareBow"
- Berger-Button – appareil de réglage composé d'un piston monté sur ressort, à l'intérieur d'un alésage. Le berger est fixé à travers la poignée de manière à sortir au-dessus du repose-flèche. Le côté de la flèche vient en contact avec la tête du piston quand elle est positionnée sur le repose flèche. Le réglage permet d'ajuster la position de la flèche et de compenser sa flexion. Cet appareil prend le nom du 1er archer de haut niveau à l'avoir utilisé (Vic Berger) dans les années 1960. L'invention de cet appareil est attribuée à Norman Pint.
- Beursault – Tir traditionnel à 50 m pratiqué dans un jeu d'arc.
- Blason – Feuille de papier avec des cercles de couleur représentant des points et sur laquelle les archers tirent en entraînement et en compétition salle, fédéral, FITA. En tir Nature, le blason a des animaux dessinés dessus.
- Blunt – pièce contondante venant se fixer en tant que pointe sur la flèche. Utilisée généralement à la chasse au petit gibier ou aux oiseaux.
- Bouquet – Bouquet Provincial, fête et compétition d'archerie spécialisée dans le tir Beursault
- Branches – Parties flexibles supérieure et inférieure de l'arc. Sont disponibles dans différentes puissances (élasticités).
- Bras d'arc – Bras qui tient l'arc.
- Brin – Fil composant la corde.
- Bull's-eye (ou Bullseye) - nom donné au centre de la cible ou à un coup tiré dans cette partie de la cible.
- Bushing – Partie métallique présente sur les tubes en aluminium et dans lequel l'encoche vient s'insérer (encoche rentrante)

## C
- Cable – Voir Corde dans le cas d'un Arc à Poulies.
- Campagne (Cible) – Cible ronde dont les points vont de 1 à 6 et de couleur noir et jaune.
- Campagne (tir) – Tir effectué sur des cibles campagnes.
- Carquois – Etui servant à ranger et transporter les flèches.
- Carte – Cible de Beursault.
- Cible – Support d'entraînement nu de compétition. Ronde ou carrée, une cible est constituée de paille ou de mousse. L'archer peut tirer dessus directement (tir sur paille) ou y fixer un blason. En tir 3D, la cible est un animal en 3 dimensions
- Clicker – Une lame (d'acier ou de carbone) ou une tige fixée à la poignée, positionnée de manière à s'échapper de la flèche dès que l'archer a atteint son allonge optimale. Ceci permet de garantir une puissance constante transmise à la flèche, et donc une meilleure régularité dans le tir.
- Coq (plume) – Dans le cas d'une flèche ayant trois plumes, plume opposée à la fenêtre d'arc. (Voir Plume et Poule)
- Corde – S'attache à l'extrémité des deux branches, et transforme l'énergie potentielle stockée dans les branches en énergie cinétique transmise à la flèche.
- Cordon – Limite entre deux zones de points sur une cible.

## D
- Décocher – Action de lâcher la corde afin de faire partir la flèche.
- Décocheur – Outil permettant de tirer la corde sans apposer les doigts sur celle-ci et donc d'éviter, à la décoche, les effets dus aux frottements des doigts sur la corde.
- Détalonnage – Le détalonnage est la mesure du haut du nock-set du bas. Plus communément appelé “détalo”, ce réglage permet de positionner la flèche au bon endroit sur la corde, afin que la flèche vole le mieux possible, c’est-à-dire que la poussée engendrée par les branches se transfère bien à l’axe du tube.
- Dos (de l'arc) – Le côté de l'arc opposé à la corde
- Dragonne – Lanière attachée à la poignée de l'arc, au poignet ou aux doigts pour empêcher l'arc de tomber lors de la décoche.

## E
- Encoche – Partie de la flèche venant s'accrocher à la corde.
- Empennage – Ensemble des plumes d'une flèche.
- Empenneuse – Outil permettant de coller les plumes.
- Équerre – Outil permettant de mesurer le band et le détalonnage.

## F
- Face walking – Méthode de tir en barebow ou longbow qui consiste à modifier son point d'ancrage au visage selon la distance de la cible
- Facteur d'arc – Fabricant d'arc.
- Fausse-corde – Corde permettant de bander l'arc.
- Fenêtre – La fenêtre est la partie évidée de la poignée de l’arc qui accueille le berger button, le repose flèche et le clicker
- Fédéral (Tir) – Tir à 50 m sur cible anglaise (réglementation FFTA).
- Fédération Française de Tir à l'Arc (FFTA) – Fédération française reconnue par le comité olympique.
- Fédération Internationale de Tir à l'Arc (FITA) – Ancien nom de la World Archery.
- FITA (Tir) – Tir à 70 m sur cible anglaise (réglementation FFTA). Discipline pratiquée aux jeux olympiques.
- Flèche – Projectile utilisé pour le tir à l'arc, composé en général d'une encoche, d'un tube alu, carbone ou bois, de plumes et d'une pointe.
- Flèche de progression – Flèche symbolique sous forme de pin's qui récompense un niveau atteint dans l'apprentissage de l'archer (de différentes couleurs en fonction de la distance qui augmente à chaque fois)
- Fût – Tube d'une flèche bois ou bambou.

## G
- Gantier – Gant utilisé pour tirer la corde. Généralement composé de trois doigts (index, majeur et annulaire), en cuir avec un renforcement sur la dernière phalange.
- Grain d'orge – Point situé au milieu du viseur.
- Grip – Partie de la poignée tenue par la main d'arc.

## I
- Impact – Trou dans une cible ou un blason créé par une flèche qui arrive en cible
- Insert – Partie métallique à coller au bout du tube dans lequel on peut visser une pointe

## J
- Jeu d'arc – Terrain uniquement destiné à la pratique du tir Beursault par sa conception

## L
- Latéral/Latéraux – Contraction de Stabilisateur(s) latéral(aux)
- Livre – unité de mesure donnant la puissance de l'arc équivalant à 454 g.

## M
- Main d'arc – Main qui tient l'arc.
- Main de corde – Main qui tire la corde.

## N
- Nasette – Voir Sucette.
- Nature (Cible) – Cible animalière sur papier.
- Nature (Tir) – Tir effectué sur des cibles Nature.
- Nock-set – Repères sur la corde pour le positionnement de l'encochage.

## O
- Œil directeur – Œil avec lequel on vise, celui avec lequel on voit notre environnement quotidien (si je ferme mon œil directeur, les objets ont l'air de "s'être déplacés")
- Œilleton – Pièce fixée au viseur pour matérialiser le point de visée.

## P
- Paillon – Autre nom pour désigner une cible en paille
- Palette – Protection pour les doigts qui tiennent la corde. Généralement faite en cuir.
- Parcours – Compétition Nature ou 3D où les tireurs se déplacent de cible en cible
- Pas de tir – Zone où se positionne l'archer afin de tirer.
- Peloton – Groupe d'archers constitué lors d'un tir Nature, Beursault ou 3D
- Peson – Accessoire qui permet de mesurer la puissance d’un arc.
- Plastron – Protection au niveau de la poitrine.
- Plume – Plume situé au bout de la flèche permettant de stabiliser le vol de celle-ci. En plastique ou naturelle.
- Plume de progression – Même définition que les flèches de progression, mais les plumes sont passées par les poussins
- Pin insert – Partie métallique qui se situe au début du tube carbone équipée d'une tige métallique où une encoche vient s'enfoncer dessus.
- Pince à Nock set – Pince permettant d'ouvrir et de fermer les Nock set.
- Poignée – Partie centrale rigide de l'arc sur laquelle viennent se fixer les branches.
- Point d'encochage – Repère sur la corde où vient se placer l'encoche (extrémité) de la flèche. (Voir Nock-set)
- Pointe – Bout de la flèche qui se plante dans la cible. Généralement en métal.
- Poule (plume) – Dans le cas d'une flèche ayant trois plumes, plumes du côté de la fenêtre d'arc. (Voir Plume et Coq).
- Poulie – Poulie située à l'extrémité des Branches des Arc à Poulies.
- Poupée – Bout des branches où la corde est fixée.
- Protège-Bras – Protection du bras d'arc.

## R
- Repose arc – Accessoire permettant de poser l'arc. Généralement sous la forme de trépied.
- Repose flèche – Où la flèche repose pendant l'armement. Ils peuvent être fixes, à ressort, magnétiques …
- Robin – L'expression faire un robin est utilisé lorsqu'une flèche pénètre une flèche déjà en cible, en référence à Robin des bois.

## S
- Scope – Similaire à un œilleton de grand diamètre, équipé d'un verre grossissant (appelé aussi loupe). Comme la visette, le scope n'est généralement autorisée qu'avec un arc à poulies.
- Spine – Mesure qui définit la rigidité du tube
- Stabilisateur – Canne équipée de poids fixée à la poignée d'un arc pour équilibrer l'arc, limiter les effets de couple et dissiper les vibrations.
- Sucette – Pièce fixée à la corde, venant se placer au coin de la bouche de l'archer quand il est en traction, pour donner une référence verticale constante. S'appelle aussi nasette quand elle est utilisée en relation avec le nez.
- Suivi de corde - Le suivi de corde correspond à la déformation élastique permanente des branches. En gros, c'est la différence de courbure des branches entre le moment ou l'arc n'a jamais été bandé et celui ou il a été utilisé.

## T
- Tapis d'arc – Où la flèche repose, dans la fenêtre d'arc, en l'absence de repose flèche. Généralement en peau ou en feutrine.
- Tiller – Écart entre la distance branche du haut/corde et la distance branche du bas/corde. Ces distances sont mesurées au point où la branche est fixée à la poignée. Généralement, cet écart est positif (la distance mesurée en haut est supérieure à la distance mesurée en bas).
- Tranche-fil – Fil rajouté sur la corde afin de protéger celle-ci de l'usure.
- Trispot – Bande de papier verticale où sont disposées 3 blasons composés chacun de 5 zones (du 6 au 10) et qui font 20 centimètres de diamètre.
- Tube – Tube d'une flèche en aluminium et/ou en carbone.

## V
- V Bar – Pièce fixée sur la poignée ou sur une extension de stabilisation permettant de fixer des stabilisateurs latéraux.
- Ventre (de l'arc) – Côté de l'arc face à la corde
- Visette – Pièce fixée sur la corde, munie d'un orifice venant se placer devant l'œil quand l'archer est en pleine allonge. La visée se fait en alignant la visette avec le viseur (œilleton ou scope). La visette n'est généralement autorisée qu'avec un arc à poulies.
- Viseur – Système d'aide à la visée fixé sur la poignée de l'arc
- Volée – Ensemble de flèches tirées sans quitter le pas de tir.

## W
- World Archery (WA) – Fédération internationale de tir à l'arc reconnue par le comité olympique.